# (683) Lanzia
Pour les articles homonymes, voir Lanz.
(683) Lanzia est un astéroïde de la ceinture principale découvert le 23 juillet 1909 par l'astronome allemand Max Wolf, qui l'a nommé ainsi en l'honneur de Heinrich Lanz, industriel allemand, mécène de l'Académie des sciences de Heidelberg.
Sa désignation provisoire était 1909 HC.